# Massimo Lopez
Massimo Lopez (Ascoli Piceno, 11 gennaio 1952) è un attore, comico, imitatore, doppiatore e conduttore televisivo italiano.
Ha fatto parte del Trio con Anna Marchesini e Tullio Solenghi, con il quale ha lavorato dal 1982 al 1994, proseguendo successivamente la sua carriera artistica da solo.

## Biografia

### Infanzia
Terzo di cinque figli, nasce nel 1952 ad Ascoli Piceno, dove per un breve periodo i suoi genitori, Aldo Lopez e Gigliola Tagliaferri, entrambi napoletani, si erano trasferiti per motivi di lavoro; con la famiglia cambia molte città trasferendosi definitivamente all'età di 11 anni a Roma. Ha avuto quattro fratelli: l'attore e doppiatore Giorgio (1947-2021, anche regista di alcuni suoi spettacoli), Marcello (1948), autore televisivo con cui ha spesso lavorato assieme, Stefano (1959) e Alessandro (1964, suo agente e produttore dal 1993, rappresentato dalla Stemal Srl). È inoltre zio dei doppiatori Gabriele e Andrea Lopez.

### Carriera

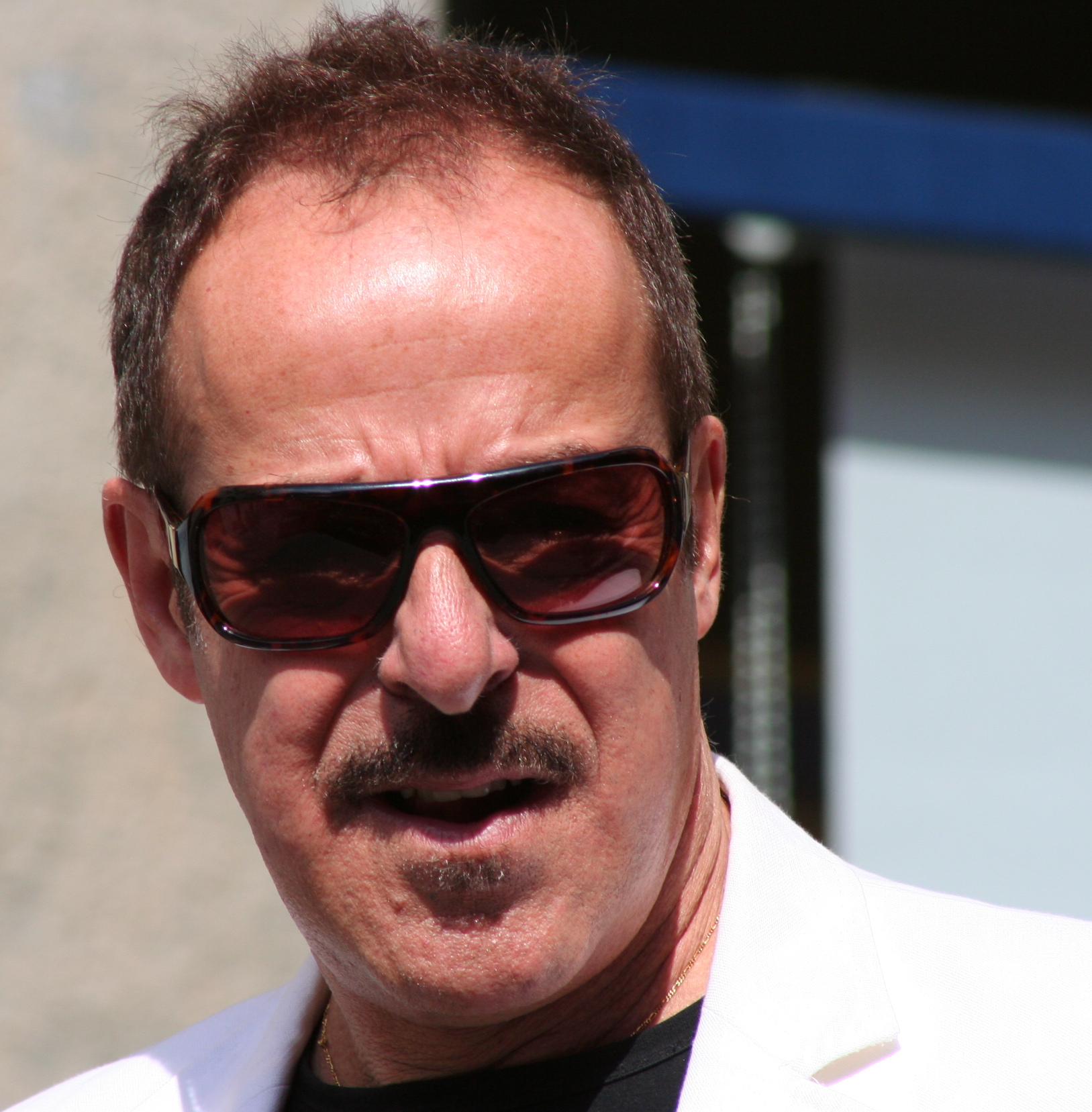
Massimo Lopez nel 2007

Formatosi presso la Scuola del Teatro Stabile di Genova, ha esordito a teatro nel 1975 con Il fu Mattia Pascal di Luigi Pirandello, accanto ad attori come Giorgio Albertazzi e Lina Volonghi. Nel corso degli anni settanta e nei primi anni ottanta, prima della nascita del Trio, ha partecipato a numerose altre rappresentazioni teatrali, tra le quali L'anitra selvatica di Henrik Ibsen con la regia di Luca Ronconi, Il borghese gentiluomo di Molière con Carlo Cecchi, I due gemelli veneziani di Carlo Goldoni con Alberto Lionello, La donna serpente di Carlo Gozzi con la regia di Egisto Marcucci, Rosa Luxemburg con Adriana Asti e Alessandro Haber. Nel 1980 è il primo a doppiare Robin Williams in un'interpretazione cinematografica, nella pellicola Popeye - Braccio di Ferro di Robert Altman.
Assieme a Tullio Solenghi e Anna Marchesini fonda nel 1982 il celebre gruppo teatrale Il Trio. Il loro primo lavoro di successo è Helzapoppin, su Radio 2 (dal musical Hellzapoppin' e dall'omonimo film del 1941 di Henry C. Potter). Nel 1985, il Trio viene per 8 puntate televisive del varietà Tastomatto affiancando Pippo Franco. Qui nascono molti degli sketch che li renderanno famosi, come le celebri interpretazioni telegiornalistiche e pubblicitarie dei personaggi del piccolo schermo.
In seguito partecipano a varie trasmissioni televisive, sull'onda del successo da Tastomatto e Domenica in. Con le 40 puntate di Domenica in nel 1985/1986, il Trio viene onorato come Rivelazione dell'Anno. Sempre nello stesso anno partecipano a Fantastico 7, rimasto famoso come la migliore edizione nonostante lo sketch considerato offensivo nei confronti della madre di Ruhollah Khomeyni. Questo gli varrà un articolo sulla rivista statunitense Variety e alcuni spettacoli oltreoceano, al Lincoln Center di New York e a Buenos Aires.
Lopez partecipa, sempre con il Trio, a tre edizioni del Festival di Sanremo, nel 1986, 1987 e 1989. Sono attivi per anni sia in teatro sia in spettacoli televisivi, come Allacciare le cinture di sicurezza nel 1987 e In principio era il trio nel 1991. Entrambi i lavori ottennero un buon successo di critica e pubblico, Allacciare le cinture di sicurezza fu anche premiato con un Biglietto d'Oro.
La loro fama raggiunge il culmine nel 1990 con la parodia de I promessi sposi, rilettura dell'omonimo romanzo manzoniano, trasmesso su Rai 1 in cinque puntate, con picchi di ascolto di 17 milioni di persone. Lo scioglimento del Trio avvenne tra il 1994 e il 1995, anche se i tre continuarono a collaborare in qualche occasione; memorabile il ritorno sugli schermi per la commemorazione dei 25 anni di attività, avvenuto nel 2008 con la trasmissione Non esiste più la mezza stagione. 
Dai primi mesi del 2007 Lopez partecipa quotidianamente al Morning Show di R101 La carica di 101 con le sue svariate imitazioni di Romano Prodi, Silvio Berlusconi, Margherita Hack, Luca Giurato, Cristiano Malgioglio, Mike Bongiorno, Maurizio Costanzo, Antonio Di Pietro e tanti altri.
Attivo anche come doppiatore fin dai primi anni ottanta, nel 2013 doppia Stephen Fry nella pellicola Lo Hobbit di Peter Jackson e nello stesso anno viene scelto come nuova voce italiana di Homer Simpson a partire dalla ventiquattresima stagione della serie animata I Simpson in sostituzione del defunto Tonino Accolla. 
Durante lo spettacolo Jazz e dintorni tenuto a Trani il 24 marzo 2017, l'attore è stato colto da un malore in scena ed è stato subito ricoverato per sintomi di infarto: dopo un rapido soccorso è stato sottoposto a un intervento di angioplastica e in seguito trasferito in un centro riabilitativo cardiologico. Ripresosi completamente, torna in teatro già a metà maggio.
Nel settembre 2020 pubblica l'autobiografia Stai attento alle nuvole. La mia vita in viaggio. A dicembre dello stesso anno è la voce narrante del lungometraggio inserito nell'album del cantante Valerio Scanu, Canto di natale.
Nel 2023 partecipa come concorrente a Il cantante mascherato sotto la maschera del Riccio, arrivando terzo.

### Teatro
A teatro ha avuto un notevole successo con gli spettacoli Allacciare le cinture di sicurezza (1987) e In principio era il trio (1991), scritti, diretti e interpretati con il Trio. Dal 2003 al 2005 ha interpretato, insieme con Tullio Solenghi, La strana coppia di Neil Simon, prodotto da Alessandro Lopez e Angelo Tumminelli per la Stemal Srl con la regia di Gianni Fenzi. 
Dal 2005 porta nei teatri di tutta Italia Ciao Frankie, un tributo a Frank Sinatra, prodotto da Alessandro Lopez per la Stemal Srl con la regia di Giorgio Lopez. Con la regia di Giorgio Lopez e la produzione di Alessandro Lopez per la Stemal Srl nel 2006 ha realizzato Oh Romeo di Ephraim Kishon.
Nella stagione 2009/2010 ha portato in tour lo spettacolo Ciao Frankie, che è stato rappresentato anche negli U.S.A. a Miami. Nel luglio 2010 ha vinto il premio Leggio d'oro Alberto Sordi. Nel 2013 è tornato in scena con lo spettacolo Varie-Età. Nelle stagioni 2014 e 2015 Lopez rappresenta nei vari teatri italiani Sing and Swing, concerto-spettacolo con la Big Band Jazz Company, diretta dal maestro Gabriele Comeglio. Nel 2017 e nel 2018, insieme con Tullio Solenghi, è impegnato nel tour Massimo Lopez e Tullio Solenghi Show. Il tour prosegue anche nella stagione 2021/22. Nel novembre del 2023 i due tornano in teatro con Dove eravamo rimasti.

### Televisione

Da destra, Lopez nei panni di Ronald Reagan, il presentatore del programma Pippo Baudo, l'Ayatollah Khomeini (Solenghi) e la "Sora Khomeines" (Marchesini), nel famoso sketch del Trio a Fantastico 7 (1986) che provocò un incidente diplomatico tra Iran e Italia.

Ha partecipato a numerose trasmissioni TV insieme con Anna Marchesini e Tullio Solenghi - il celebre Trio, tra cui Tastomatto (1984), Domenica in (1985) e Fantastico 7 (1986). Sempre con il Trio è stato ospite fisso in tre edizioni del Festival di Sanremo: nel 1986, nel 1987 e nel 1989.
Del 1990 è I promessi sposi, parodia dell'omonimo romanzo di Alessandro Manzoni, scritta e diretta dal gruppo comico. Successivamente allo scioglimento del Trio è stato protagonista e conduttore di diversi programmi televisivi Rai e Mediaset: Massimo ascolto su Rai 2 (1994), Scherzi a parte su Canale 5 (nel 1995 con Teo Teocoli e nel 1997 - con Lello Arena), I guastafeste su Canale 5 (1996). Sempre nel 1996 conduce Viva Napoli con Mike Bongiorno, Buona Domenica su Canale 5 (1998-1999), e Fantastica italiana su Rai 1 assieme a Mara Venier (2000).
È stato protagonista di diverse fiction e sitcom televisive, tra cui Un uomo in trappola (1984) per Rai 1, Professione fantasma (1997) per Italia 1, dove recita anche il fratello Giorgio. L'anno successivo fa una partecipazione straordinaria in Beautiful, la soap opera che va in onda da anni su Canale 5, Compagni di scuola (2001) per Rai 2 e Max & Tux - in cui rinnova la collaborazione con Solenghi - (2002) per Rai 1.
Nel 1986, 1987, 1989 è stato ospite fisso del Festival di Sanremo con il Trio. Nel 1994 presenta su Rai 2 Massimo ascolto e incide con Mina il brano Noi. Nel 1995 su Canale 5 presenta Scherzi a parte con Teo Teocoli e nel 1997 con Lello Arena. Sempre nel 1995 a New York Una giornata con Woody Allen Rai 1. Lopez nei panni di inviato speciale, intervista il celebre attore statunitense.
Nel 2001 è tra i protagonisti della fiction Compagni di scuola per Rai 2; sempre su Rai 2 partecipa all'edizione del 2002 di Quelli che... il calcio. Nel 2005 conduce Striscia la notizia assieme a Tullio Solenghi, mentre nel 2007 partecipa al talent show Ballando con le stelle. Nel 2008 ritorna in televisione su Rai 1 col programma Non esiste più la mezza stagione con Tullio Solenghi e Anna Marchesini per festeggiare i 25 anni dalla nascita del Trio.
Nel 2012 è protagonista nella miniserie TV di Rai 1 Le mille e una notte - Aladino e Sherazade, con Marco Bocci per la regia di Marco Pontecorvo. Nel marzo del 2014 torna protagonista su Rai 1 con il talent-show La Pista condotto da Flavio Insinna. Dall'11 settembre 2015 è concorrente del programma Tale e quale show, condotto da Carlo Conti su Rai 1.
È stato testimonial di una serie di spot pubblicitari per SIP (prima) e Telecom Italia (poi), nei quali interpretava il ruolo di un condannato a morte che chiede di fare un'ultima telefonata di fronte al plotone di esecuzione. Lo spot, ideato dall'agenzia Armando Testa, è stato premiato nel 1994 al Cannes Lions International Award con il Leone d'Oro, il massimo riconoscimento nel mondo della pubblicità. Questa campagna si chiuse con la pubblicità natalizia del 1999, in onda anche nei primi giorni del 2000 per poi essere brevemente ripresa nel 2008 con Christian De Sica nel ruolo del prigioniero.
Dal 10 ottobre 2021 è ospite fisso insieme a Tullio Solenghi della trasmissione televisiva Che tempo che fa su Rai 3. Nel febbraio del 2024 partecipa a Tale e quale Sanremo.
Nel marzo 2024 è testimonial della campagna sulla violenza su gli operatori sanitari prestando la sua voce nel video "Confronti - violenza sugli operatori sanitari" prodotto dal Dott. Fausto D'Agostino per l'Associazione Centro Formazione Medica presentato al Senato della Repubblica.

## Teatro
- Il fu Mattia Pascal di Luigi Pirandello, regia di Luigi Squarzina (1975)[12]
- Rosa Luxemburg, regia di Luigi Squarzina (1975)
- L'anitra selvatica di Henrik Ibsen, regia di Luca Ronconi (1977)
- Allacciare le cinture di sicurezza, regia di Anna Marchesini, Tullio Solenghi e Massimo Lopez, con Il Trio (1987)
- In principio era il trio, regia di Anna Marchesini, Tullio Solenghi e Massimo Lopez, con Il Trio (1991)
- La strana coppia, regia di Gianni Fenzi, con Tullio Solenghi (2003)
- Ciao Frankie, regia di Giorgio Lopez (2005)
- Oh Romeo di Ephraim Kishon, regia di Giorgio Lopez (2006-2007)[13]
- Varie-Età, regia di Giorgio Lopez (2013)
- Massimo Lopez e Tullio Solenghi Show, con Tullio Solenghi (2017-2023)
- Dove eravamo rimasti (2023-2025)

## Filmografia

### Cinema
- Ciao nemico, regia di E.B. Clucher (1982)
- Ladies & Gentlemen, regia di Tonino Pulci (1984)
- Buon lavoro, regia di Marco Demurtas (2008)
- La quattordicesima domenica del tempo ordinario, regia di Pupi Avati (2023)

### Televisione
- Quasi quasi mi sposo, regia di Vittorio Sindoni – film TV (1982)
- I veleni dei Gonzaga, regia di Vittorio De Sisti – film TV (1984)
- Un uomo in trappola – serie TV (1985)
- Lulù, regia di Sandro Bolchi – miniserie TV (1986)
- I promessi sposi, regista e sceneggiatore con Il Trio – miniserie TV (1990)
- Vita dei castelli, regia di Vittorio De Sisti – miniserie TV (1990)
- Un medico in famiglia – serie TV (1998)
- Beautiful – serie TV (1998)
- Professione fantasma – serie TV (1998)
- Compagni di scuola – serie TV, 26 episodi (2001)
- Max & Tux – serie TV (2002)
- Un poeta per amico, regia di Paolo Beldì – film TV (2012)
- Le mille e una notte - Aladino e Sherazade, regia di Marco Pontecorvo – miniserie TV (2012)

#### Prosa televisiva Rai
- I due gemelli veneziani di Carlo Goldoni, regia di Luigi Squarzina, trasmessa il 1º aprile 1978.[14]
- Amleto in trattoria di Giuseppe Di Leva e Pasquale Guadagnolo, da Achille Campanile, regia di Marco Parodi, trasmessa il 4 e l'11 marzo 1979.[15]
- La donna serpente di Carlo Gozzi, regia di Egisto Marcucci, trasmessa il 6 febbraio 1981.[16]

## Radio
- Helzapoppin, con Il Trio (1982, Radio 2)
- La carica di 101 (2007-2012, R 101)

## Programmi TV

### Con Il Trio
- Tastomatto (Rai 2, 1985)
- Domenica in (Rai 1, 1985-1986)
- Festival di Sanremo (Rai 1, 1986-1987, 1989)
- Fantastico (Rai 1, 1986-1987)
- Viva Colombo (Rai 1, 1991)
- In principio era il trio (Rai 2, 1993)
- Non esiste più la mezza stagione (Rai 1, 2008)

### Da solista
- Massimo ascolto (Rai 2, 1994)
- Scherzi a parte (Canale 5, 1995; Italia 1, 1997)
- Una giornata con Woody Allen (Rai 1, 1995)
- I guastafeste (Canale 5, 1996)
- Viva Napoli (Canale 5, 1996)
- Buona domenica (Canale 5, 1998-2000)
- Note di Natale (Canale 5, 1999)
- Stelle a quattro zampe (Canale 5, 2000)
- Sanremo si nasce (Rai 1, 2000)
- Fantastica italiana (Rai 1, 2000)
- Quelli che... aspettano (Rai 2, 2001-2002)
- Quelli che... il calcio (Rai 2, 2001-2002)
- Striscia la notizia (Canale 5, 2005)
- Ballando con le stelle (Rai 1, 2007) concorrente
- L'anno che verrà (Rai 1, 2011, 2015)
- La pista (Rai 1, 2014)
- Gli italiani hanno sempre ragione (Rai 1, 2015)
- Techetechete' (Rai 1, 2015) Puntata 42
- Tale e quale show (Rai 1, 2015-2016; guest 2023)
- Parlo da sola. Speciale Anna Marchesini (Rai 3, 2017)
- 60 Zecchini (Rai 1, 2017)
- Miss Italia (LA7, 2018)
- CR4 - La Repubblica delle Donne (Rete 4, 2019-2020)
- Che tempo che fa (Rai 3, 2021-2022)
- Tali e quali (Rai 1, 2022) quarto giudice
- Il cantante mascherato 4 (Rai 1, 2023) concorrente
- Tale e quale Sanremo (Rai 1, 2024) concorrente

## Doppiaggio

### Cinema
- Stephen Fry ne Lo Hobbit - La desolazione di Smaug, Lo Hobbit - La battaglia delle cinque armate, Amore e inganni
- Andy García in Mamma Mia! Ci risiamo, Il corriere - The Mule
- Rolf Lassgård e Filip Berg in Mr. Ove
- Robin Williams in Popeye - Braccio di Ferro
- Bruce Lee ne L'ultima sfida di Bruce Lee
- Henry Winkler in Night Shift - Turno di notte
- Robert Walker Jr. in Cambogia Express
- Luis Miguel Cintra ne I cannibali
- Mike Myers in Austin Powers - La spia che ci provava
- John Armstead in Banzai
- Colin Firth in A Single Man
- Lambert Wilson in Marsupilami
- voce di Papa Benedetto XVI in Colpi di fulmine
- Danny Webb in Redemption - Identità nascoste
- Don McManus in The Congress[17]
- Jarion Monroe ne Gli stagisti[18]
- Robert Gustafsson in Il centenario che saltò dalla finestra e scomparve
- Rob Steinberg in 12 anni schiavo[19]
- Tracy Letts ne La grande scommessa
- Willem Dafoe in La spia - A Most Wanted Man
- Danny Woodburn in Tartarughe Ninja
- Peter Stormare in 22 Jump Street
- Ben Kingsley in The Walk
- John Getz ne L'ultima parola - La vera storia di Dalton Trumbo
- Richard Carter in Mad Max: Fury Road[20]
- Alon Aboutboul in Attacco al potere 2
- Charles Dance in PPZ - Pride + Prejudice + Zombies
- Christian Clemenson ne La legge della notte[21]
- Peter Donald Badalamenti II in Tartarughe Ninja - Fuori dall'ombra
- Thomas Loibl in Vi presento Toni Erdmann
- Torsten Voges in 31
- Rhys Ifans in Alice attraverso lo specchio
- Simon Abkarian in Overdrive
- Anthony Calf in The Children Act - Il verdetto[22]
- Christian McKay in Ella & John - The Leisure Seeker
- Bob Odenkirk in The Disaster Artist
- Hal Alpert in Gangster Land[23]
- Gregg Daniel in Obbligo o verità[24]
- Forest Whitaker in Jingle Jangle - Un'avventura natalizia[25]
- Vondie Curtis-Hall in The Night House - La casa oscura
- Sirio in Una famiglia mostruosa
- Vesselin Mezekliev in The Land of Dreams
- John Cleese in The Palace
- Brendan Gleeson in Joker: Folie à Deux
- Ralph Fiennes in Itaca - Il ritorno

### Film d'animazione
- Ramon in Happy Feet, Happy Feet 2
- Granpapà in Frozen - Il regno di ghiaccio, Frozen II - Il segreto di Arendelle
- Homer Simpson in The Good, the Bart and the Loki, I Simpson in Plusaversary
- Sebastian in Scimmie come noi
- Ramfis in Aida degli alberi
- Cavallo in Panico al villaggio
- Bobby in Turbo
- Blucher in Justin e i cavalieri valorosi
- Edward in Pudsey[26]
- Mr. Peabody in Mr. Peabody e Sherman
- Eduardo in Rio 2 - Missione Amazzonia
- Leone codardo ne Il magico mondo di Oz
- Archibald Arraffa in Boxtrolls - Le scatole magiche
- Robo in Strange Magic
- Sindaco Leodore Lionheart in Zootropolis
- Capitano Qwark in Ratchet & Clank
- Grande Puffo ne I Puffi - Viaggio nella foresta segreta
- Andrès in Vivo
- Erwin Armstrong in Baby Boss 2 - Affari di famiglia
- Finnegan Corbett in Lupin III - Prigioniero del passato

### Serie televisive
- Michael Gaston in Blindspot, Jack Ryan[27]
- Michael Pataki, Patrick Gorman e Ray Girardin in Happy Days[28]
- Vondie Curtis-Hall e Clancy Brown in Daredevil[29]
- Colm Feore in House of Cards - Gli intrighi del potere[30]
- Joel Higgins in Il mio amico Ricky (1ª voce)
- Jayme Periard in Dona Beija
- James Stephens ne Le inchieste di padre Dowling
- Joy Sagal in Sons of Anarchy[31]
- Stephen Hawking in The Big Bang Theory
- Tony Pasqualini in Mad Men[32]
- Diedrich Bader in Il pericolo è il mio mestiere
- Richard Mulligan in Un eroe da quattro soldi
- Peter Mygind in Borgen - Il potere
- Powers Boothe in Deadwood[33]
- Richard E. Grant ne Il trono di spade[34]
- Beau Bridges in The Millers
- Tony Lestingi in Sueña conmigo
- John Rhys-Davies in C'era una volta
- Magnus Krepper in The Bridge - La serie originale
- Rob Cordry ne La pazza storia del mondo, Parte II[35]
- Stephen Fry in The Sandman
- voce narrante in Jane the Virgin

### Serie animate
- A9000 (ep. 23x17), Homer Simpson (st. 24+), Abraham Simpson da giovane (st. 24+, doppiaggio condiviso con Mino Caprio), Herb Powell (ep. 24x11), Phil Muhlstock (ep.32x07), Oliver Hardy (ep. 33x10), clone di Jimmy Carter (ep. 34x09), George R. R. Martin (ep. 34x11) e Alf (ep. 34x12) ne I Simpson;[36] Homer J. Simpson (ep.13x01+) ne I Griffin
- Lando Tucker Sr., Ben Rodriguez, Larvae Levin e AB-BOT in Futurama[37]
- Joe Kabuki in Supercar Gattiger
- Aramis in D'Artacan
- Droopy in The Tom & Jerry Comedy Show
- Gyoshin Ayukawa in Sampei
- Dottor Orso (2ª voce) in Peppa Pig
- Spiderus in Miss Spider
- Krackus in Teenage Robot
- Nevino (2ª voce) in Dottoressa Peluche
- Rodols (2ª voce) in Winx Club
- Cecil la tartaruga in New Looney Tunes
- Padron Eon in Skylanders Academy
- Preside Abercrombie in Strange Hill High - Scuola da paura
- Quail Eagain in Digman!
- Quentin Tarantulino in BoJack Horseman'[38]
- Satana in Little Demon
- Tazman in Leo & Tig 2
- Tiangong in Secret Level

### Film TV
- Rick Roberts in 100 volte Natale
- Aleksei Guskov in Non avere paura - Un'amicizia con Papa Wojtyla
- Simon Dutton in Un Natale regale

### Videogiochi
- Homer Simpson in LEGO Dimensions
- Il Collezionista in Disney Infinity 2.0 (2014)[39]

## Libri
- Impariamo la storia (Sperling & Kupfer, 1997) ISBN 9788820025120
- Stai attento alle nuvole. Un viaggio di vita e di famiglia (Solferino, 2020) ISBN 9788828204664

## Pubblicità
- SIP/Telecom Italia (1994-1999)

## Riconoscimenti
- Ciak d'oro – 1988
  - Targa speciale[40]